# فوكس لايف
فوكس لايف هي شبكة تلفزيونية دولية مدفوعة أطلقتها مجموعة شبكات فوكس في عام 2004 ، والتي تبث عبر أمريكا اللاتينية وأوروبا ( متوفرة أيضًا بدقة عالية، بدءًا من فبراير 2012 ، في إيطاليا) وجنوب شرق آسيا واليابان . تتضمن برامجها الأساسية العديد من المسلسلات التلفزيونية والمسلسلات والأفلام وغيرها، والتي تتضمن بعض البرامج الأصلية في مناطق معينة.

## التاريخ
تم إطلاق قناة فوكس لايف الإيطالية في إيطاليا في 13 مايو 2004 ، والبرتغال في 19 مايو 2005 وفي بلغاريا في 8 سبتمبر 2005. بالنسبة لأمريكا اللاتينية ، بدأ في يناير 2006 ، عندما تم إطلاقه في البرازيل. تحتوي القناة أيضًا على إصدارات في بلدان أخرى حول أوروبا . تم إطلاقه في هولندا وفلاندرز في 7 سبتمبر 2009.  تم إطلاق فوكس لايف في الولايات المتحدة في 4 نوفمبر 2013. 

### النسخة الفلمنكية
اعتبارًا من 22 نوفمبر 2011 ، كان على فوكس تغيير البرمجة لـ فوكس لايف في فلاندرز بسبب قضايا حقوق التلفزيون في بلجيكا. منذ ذلك الحين، تم بث نسخة فلمنكية منفصلة في بلجيكا. اعتاد على بث النسخة الهولندية. كان على مزود القنوات الفضائية في هولندا، كنل ديجيتال، أن يحل محل فوكس لايف بالنسخة الفلمنكية أيضًا لأنه شارك موجز فوكس لايف مع المزود البلجيكي للتلفزيون الفضائي ، قناة فلاندرز . 

### الإطلاق في جنوب شرق آسيا
تم إطلاق Fox Life في جنوب شرق آسيا في 1 أكتوبر 2017 ، لتحل محل Star World .  على الرغم من انقسام فوكس لايف الهند وستار ورلد، إلا أن الهند هي الدولة الوحيدة في جنوب آسيا التي تم إطلاقها فيها.  تم إطلاق فوكس لايف في الهند في يونيو 2014 ، لتحل محل فوكس ترافلير . في الفلبين، بدءًا من 1 كانون الثاني (يناير) 2020 ، عادت القناة إلى خلاصة جنوب شرق آسيا، ولكن لا تنطبق إلا على البرامج التي يتم بثها حاليًا وخلال الإعلانات التجارية، تعود القناة إلى خلاصة الفلبين للإعلانات المحلية جنبًا إلى جنب مع القنوات الشقيقة التي تستخدم خلاصة الفلبين (باستثناء قناة فوكس سبورتس بسبب الترخيص قضايا في بعض التغطيات الحية).

### تغيير العلامة التجارية / الإغلاق في أوروبا
اعتبارًا من 22 سبتمبر 2015 ، تم استبدال فوكس لايف بـ 24المطبخ لمشاهدي الأقمار الصناعية في هولندا. تم تغيير اسم فوكس لايف الفلمنكية إلى فوكس.  مع إطلاق قناة فوكس الفلمنكية، انتهت النسخة المخصصة من فوكس لايف.
أعلنت أعلنت مجموعة شبكات فوكس بينيلوكس أن فوكس لايف ستغلق رسميًا في هولندا في 31 ديسمبر 2016.  انتقلت معظم برامجها إلى قناة فوكس الهولندية .

## البرمجة
في أمريكا اللاتينية، بثت القناة المسلسلات. وبثت المسلسلات التلفزيونية تيليفي وريكود من البرازيل والأرجنتين على التوالي. تقدم القناة حاليًا برامج طبخ ومسلسلات واقعية على خدمة أمريكا اللاتينية. عندما تم إطلاق التنسيق الحالي، كان ذلك باستثناء البرازيل، حيث تم بث القناة، من الساعة 8 صباحًا حتى 7 مساءً، ومحتوى من أوتيليسيما والعروض الأصلية للجمهور المحلي، مثل سلسلة بيم ، ومن 7 مساءً إلى 8 صباحًا، سلسلة الواقع التي شوهدت على خدمة فوكس لايف في أماكن أخرى في المنطقة (لا يتم مشاهدة معظم عروض الطهي غير الأصلية في الخدمة البرازيلية لأن الحقوق محفوظة لشركة جي إن تي ) في 28 شباط (فبراير) 2011 ، مع إطلاق قناة سلسلة بيم في البرازيل، انتقلت جميع محتويات سلسلة بيم / أوتيليسيما إلى تلك القناة.

## فوكس لايف HD
Fox Life HD ، المملوكة لشركة شركة فوكس التلفزيونية و قنوات فوكس الدولية إيطاليا . تتضمن برامجه الأساسية العديد من المسلسلات التلفزيونية والمسلسلات الهزلية والأفلام، من بين أمور أخرى، والتي تتضمن بعض البرامج الأصلية في مناطق معينة، مثل إصدارات فوكس الأخرى حول العالم.
أصبحت القناة نشطة على سكاي إيطاليا في عام 2011. في 15 أكتوبر 2009 ، بدأت فوكس لايف إيطاليا الإرسال على البرتغال، أولاً على زون تي في كابو ولاحقًا على فودافون كاسا تي في وأوبتيموس كليكس . منذ عام 2010 ، أصبحت هذه القناة على المنصة الرقمية البولندية للتلفزيون المدفوع إن (بولندا) .
تم إطلاق فوكس لايف أتش دي في الهند في يونيو 2014 ، لتحل محل فوكس ترفلير أتش دي وفي جنوب إفريقيا يوم الاثنين 3 أكتوبر 2016.

## شعارات
جنوب شرق آسيا :
- استمتع بكل لحظة (2017 إلى الوقت الحاضر)
- اشعر بالسعادة مع فوكس لايف (2020)

## روابط خارجية
- موقع فوكس لايف الإيطالي الرسمي
- موقع فوكس لايف الكوري الرسمي